# Матея Превольшек
Пані Матея Превольшек (словен. Mateja Prevolšek) — словенська дипломатка. Надзвичайний і Повноважний Посол Словенії в Україні (з 2023).

## Життєпис
У 2010-му вона згадується серед співробітників Посольства Республіки Словенія в Києві.
Була співробітницею Постійного представництва Словенії при ЄС у Брюсселі.
У 2018—2022 рр. — Надзвичайний і Повноважний Посол Словенії в Єгипті, Йорданія, Саудівська Аравія, Оман, Катар, ПАР за сумісництвом.
Після агресії Росії проти України Матея Превольшек (як посол Словенії в ПАР) приєдналася до заяви Посольства Франції в Південній Африці, Лесото та Малаві про те, що військова агресія Росії проти України є грубим порушенням фундаментальних принципів ООН та міжнародного права.
У 2022—2023 рр. — керівник Департаменту Африки та Близького Сходу МЗС Словенії
З 13 липня 2023 року — Надзвичайний і Повноважний Посол Словенії в Україні та за сумісництвом в Грузії та Вірменії.
22 серпня 2023 року — вручила копії вірчих грамот заступнику Міністра закордонних справ України Євгену Перебийносу
27 вересня 2023 року — вручила вірчі грамоти Президенту України Володимиру Зеленському